# Halle (Sajonia-Anhalt)
Halle (en alemán: Halle an der Saale [ˈhalə an dɛɐ̯ ˈzaːlə]ⓘ) es una ciudad de Alemania, situada en el estado de Sajonia-Anhalt a orillas del río Saale. Tiene una población de 233 820 habitantes en 2015 y una superficie de 135 km².

## Historia
El nombre de Halle deriva del alemán antiguo y quiere decir «sal». Los manantiales de agua salada de Halle son producto de una situación geológica especial, la llamada falla de la plaza del mercado de Halle fue empleada en tiempos remotos, como lo demuestran las nuevas excavaciones arqueológicas hechas en el área de la plaza del mercado, que corroboran la continuidad de la importancia de la sal para la ciudad. La sal era la principal actividad comercial de la ciudad, como en muchas ciudades en la Edad Media. Actualmente la sal no representa un comercio importante y es limitada a un museo en el llamado Saline junto al río Saale.
August Hermann Francke tuvo una gran influencia y fundó un orfanato en el que albergó a más de 1000 niños en residencia. Se le reconoce como el fundador del pietismo. En Halle habitó por corto tiempo Martín Lutero y en la calle llamada Rannische Straße se encuentra una placa conmemorativa en la fachada de la casa.
En la Segunda Guerra Mundial Halle sufrió muchos daños en la periferia, debido a que al sur de la ciudad se encontraban las fábricas estratégicas de química (Leuna). El centro de la ciudad apenas fue bombardeado y hoy en día presume de tener el conjunto de edificios catalogados más grande de Alemania. Entre 1949 y 1990, Halle formó parte de la República Democrática Alemana.

## Economía
Esta ciudad tiene una tasa de desempleo del 12,8 % en el año 2011.
La metalurgia es un sector clave en la economía de la localidad, así como su Universidad (Martin-Luther Universität), que en 2011 contaba con 20 872 estudiantes.

## Cultura
El famoso compositor de música clásica Georg Friedrich Händel nació y vivió hasta los 18 años en Halle. Actualmente se puede visitar su casa, convertida en el museo del más ilustre de sus habitantes. Desde 1869 y hasta su muerte, Georg Cantor vivió en Halle.

### Religión
La mayoría de la población de Halle no profesa religión alguna.[cita requerida] La iglesia evangélica y la católica tienen presencia formal e histórica. El colegio cristiano más famoso es el Elizabeth-Gymnasium.
Los franciscanos en Halle llevan a cabo la labor de la logoterapia, una nueva terapia desarrollada a finales de la Segunda Guerra Mundial, principalmente por sobrevivientes de los campos de concentración.
El fin de semana del 12 al 14 de mayo de 2006 se celebró en Halle la fiesta de los 1.200 años de Iglesia cristiana. Participaron juntas las iglesias Católica y Evangélica en celebraciones ecuménicas con este motivo. Es necesario reconocer el nivel de tolerancia del pueblo alemán que, tras la historia de la Reforma, las guerras mundiales y la época socialista sea posible llevar a cabo este tipo de fiestas. Hubo danza, comida y música.

### Hospitalidad
En Halle hay un refugio nocturno para mujeres y hombres sin hogar.

## Monumentos y lugares de interés
- Iglesias de los siglos XIV y XVI. Iglesia en la Plaza del mercado Marktkirche, la catedral Halle Dom, la iglesia de San Mauricio Moritzkirche.
- Museos y casa natal de Händel.
- Castillo de Moritzburg.
- La fábrica de chocolate más antigua de Alemania: Halloren. La especialidad de la chocolatería Halloren es el llamado "Halloren Kugel", que es un chocolate relleno con mousse de diferentes sabores.
- Museo de la fábrica de sal Saline.
- Plaza del Mercado Marktplatz.

## Deportes
La ciudad alberga al club de fútbol Hallescher FC, que milita en la tercera división del fútbol del país, la 3. Liga. Su estadio es el Erdgas Sportpark que cuenta con un aforo de 15.057 espectadores.

## Galería

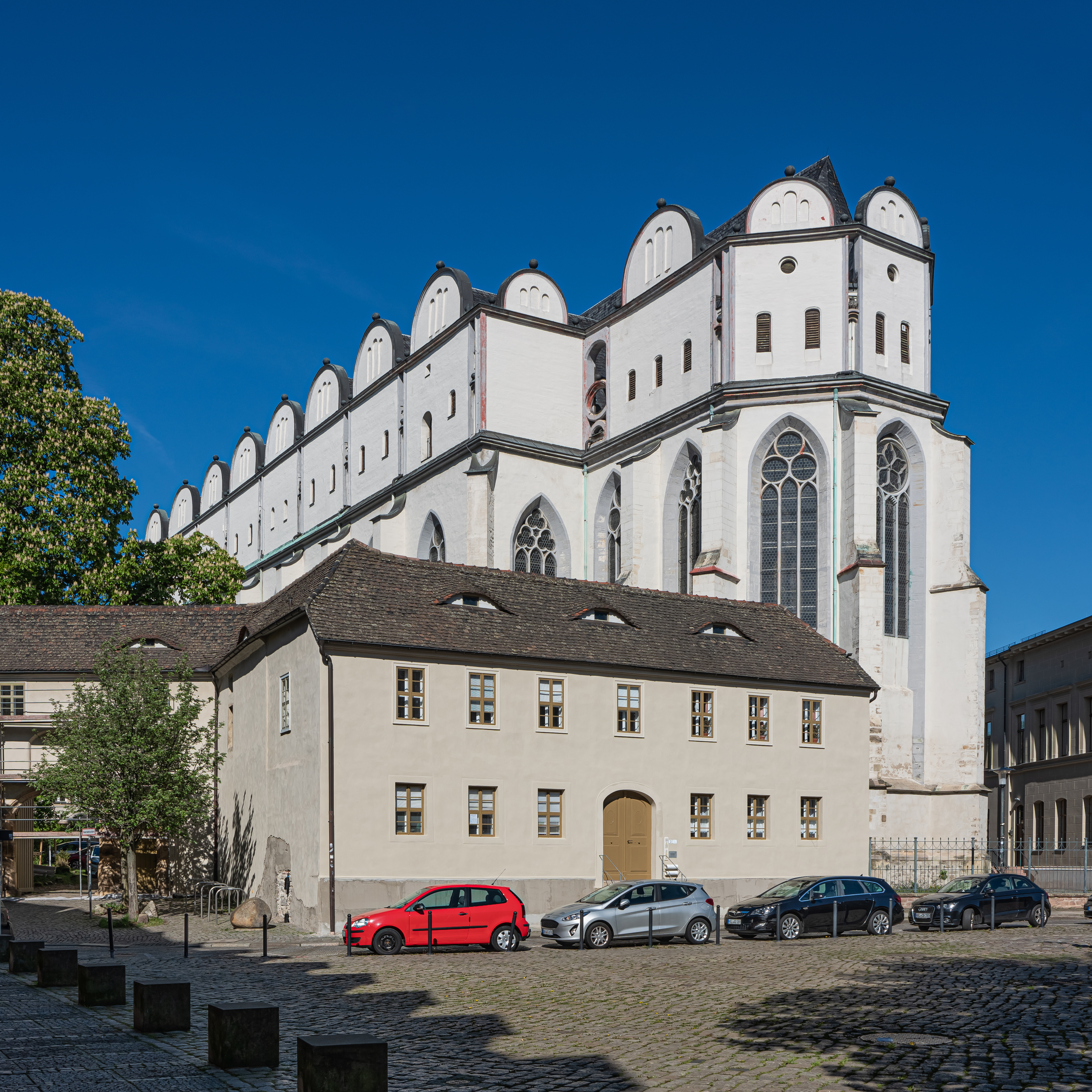
Catedral de Halle
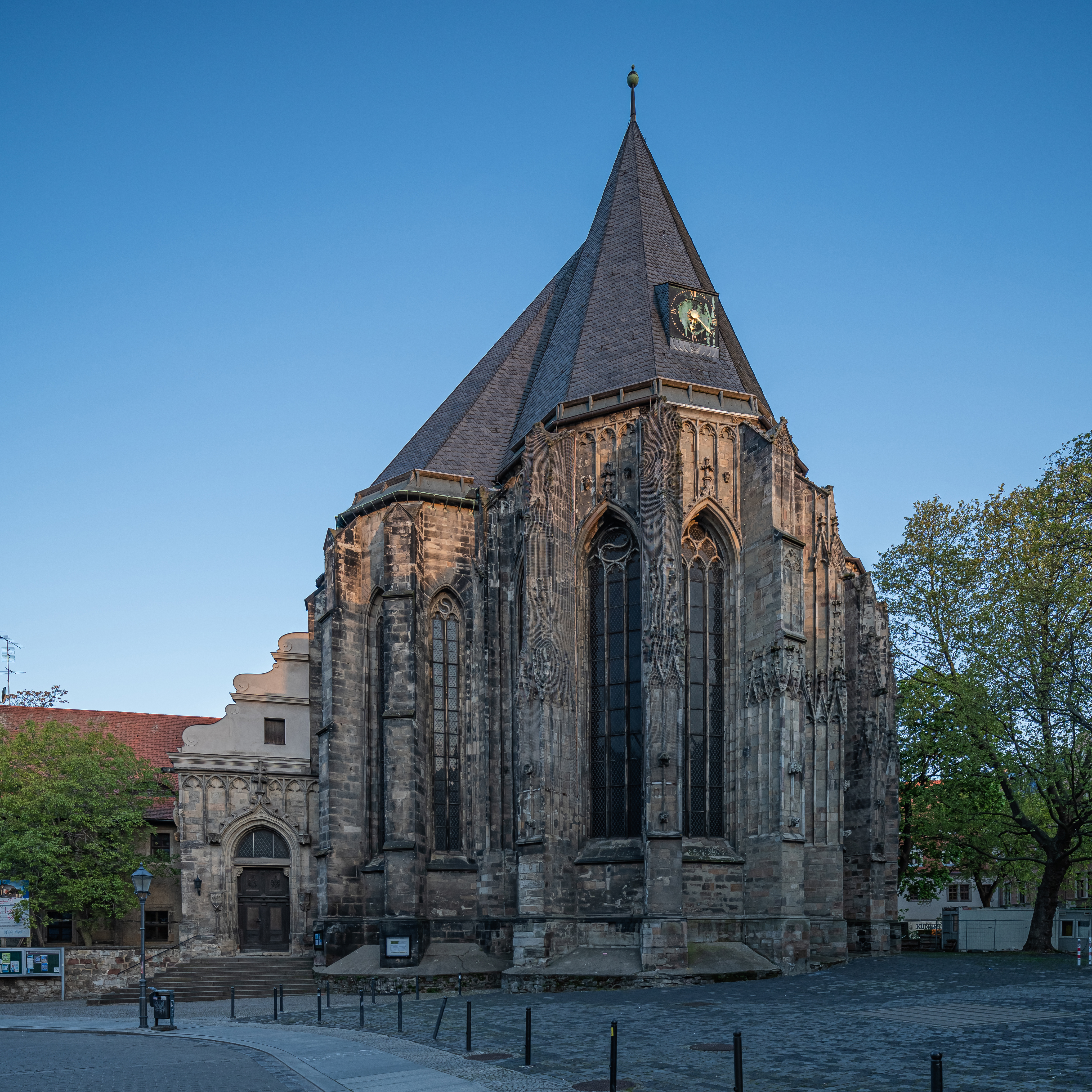
Iglesia de San Mauricio
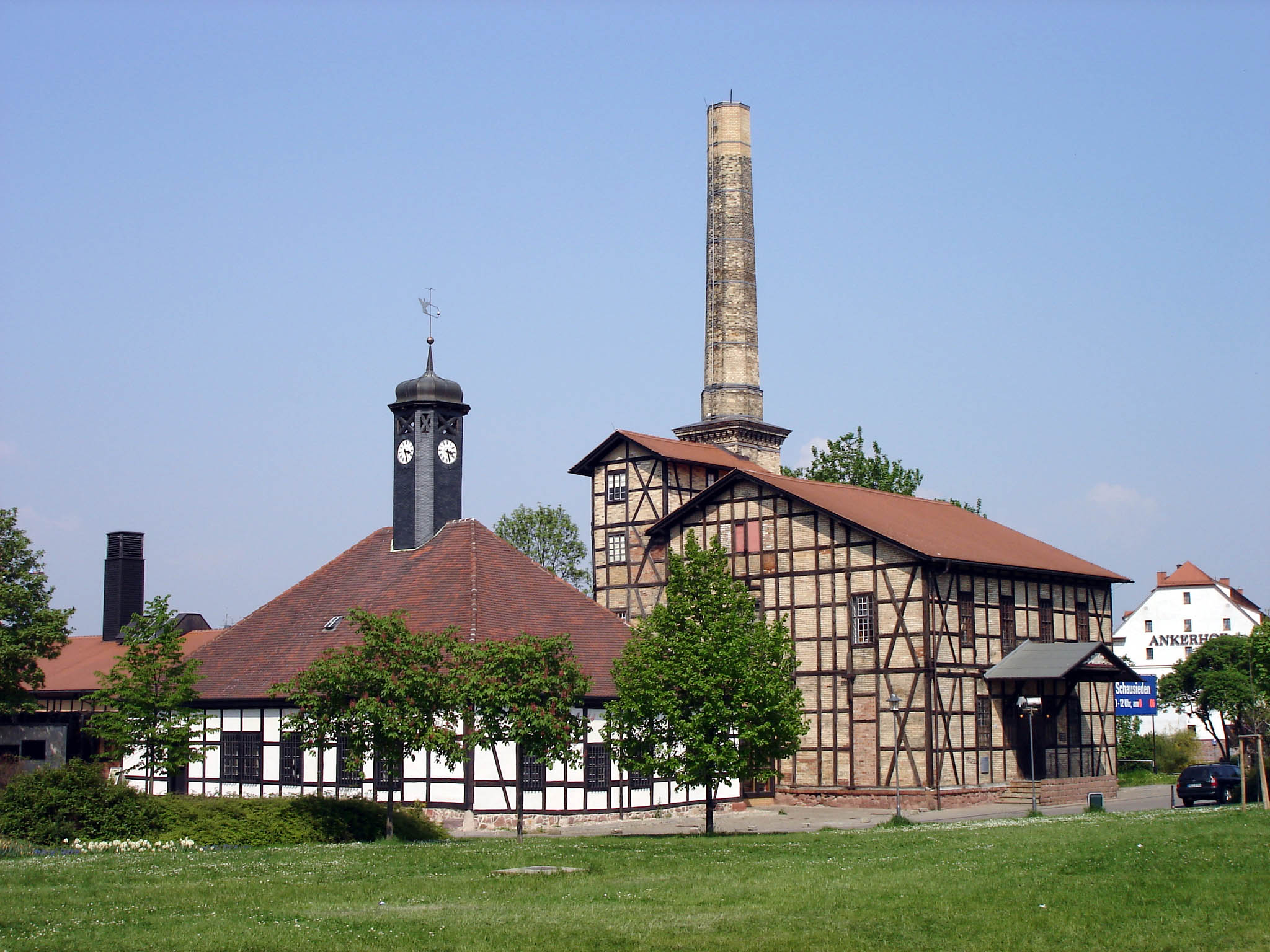
Museo de la fábrica de sal, hoy llamado Saline
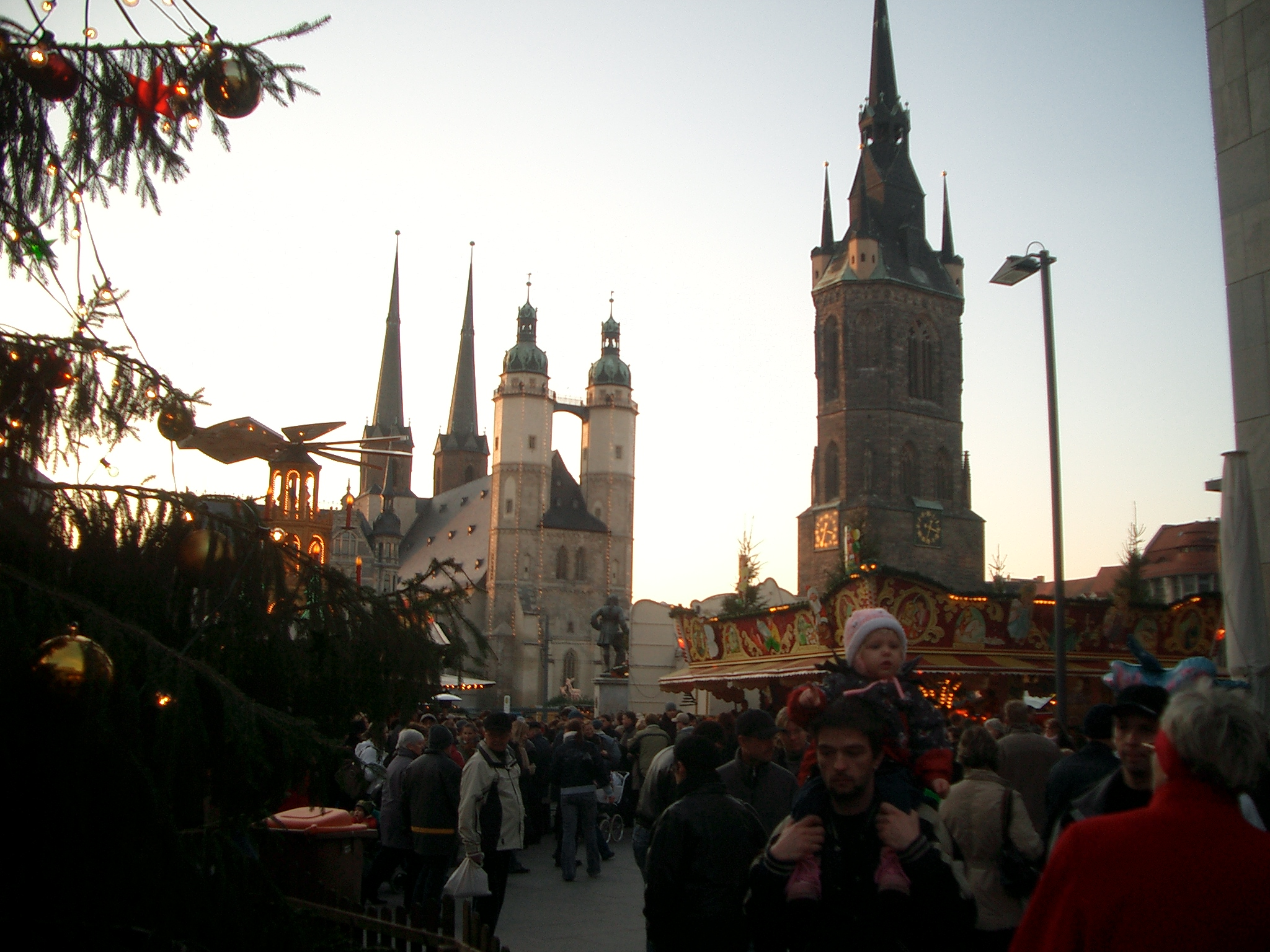
Plaza principal de Halle, mostrando el mercado navideño
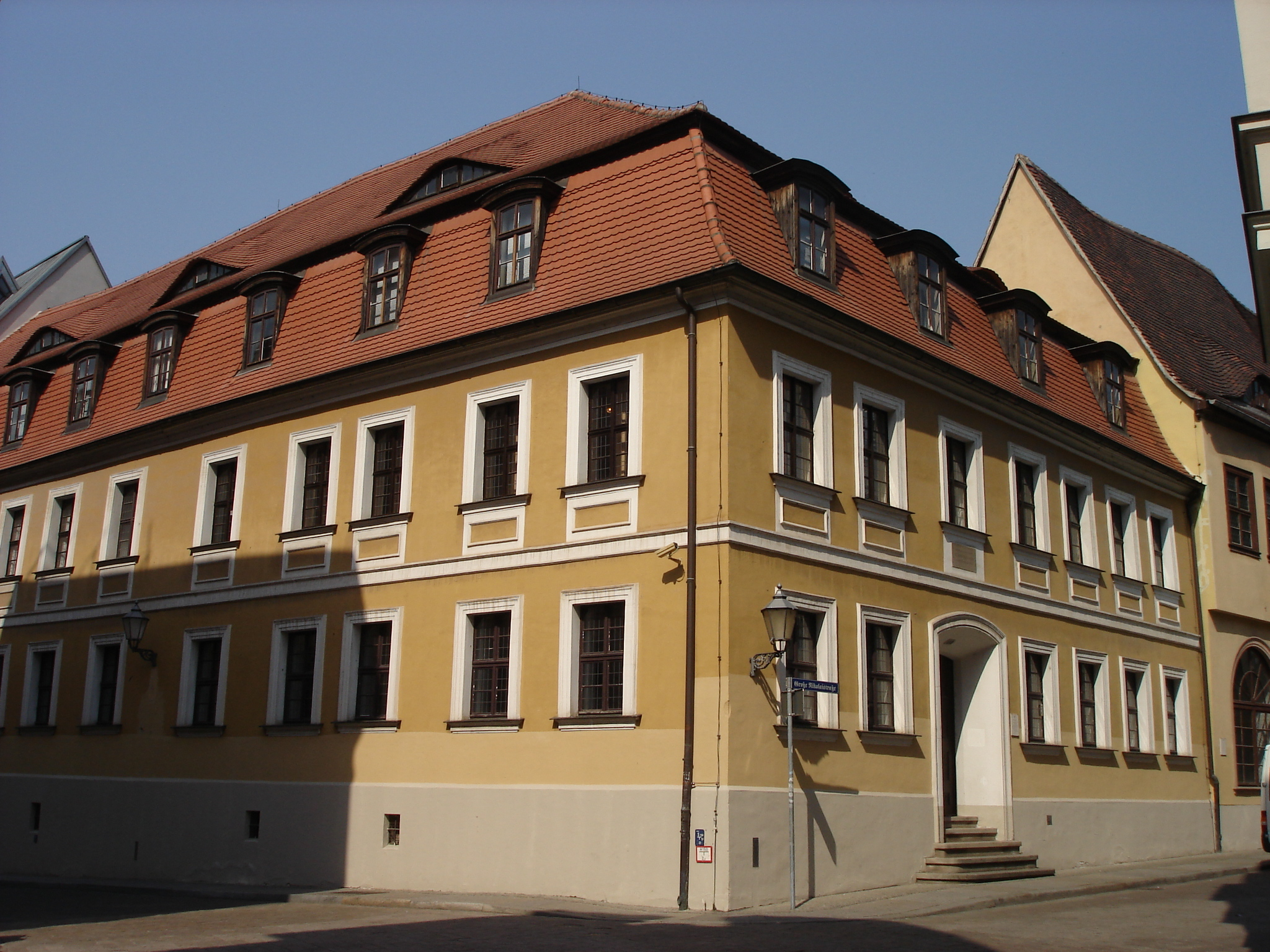
Casa natal del compositor Händel